# كارل هامبتون
كارل هامبتون (بالإنجليزية: Karl Hampton)‏ هو سياسي أسترالي، ولد في 4 أغسطس 1968 في أليس سبرينغز في أستراليا. حزبياً، نشط في حزب العمال الأسترالي. وقد انتخب عضو الجمعية التشريعية للإقليم الشمالي ‏ عن دائرة Electoral division of Stuart ‏ (23 سبتمبر 2006 – 24 أغسطس 2012).